# Émile Bieckert
Jean « Émile » Bieckert né le 16 juin 1837 à Barr en Alsace et mort le  19 juillet 1913 à Paris (8e arrondissement) était un maître brasseur alsacien.

## Biographie
Son père était brasseur. En 1855 ou peut-être auparavant, il émigra en Amérique du Sud, sans doute par goût de l'aventure. D'autres Barrois l'y avaient sans doute précédé puisqu'en 1850, à l'occasion de la reconstruction de l'église protestante, le pasteur lança un appel à la générosité des Barrois qui avaient émigré à Chemnitz (allusion à Richard Hartmann) et à Buenos Aires, Argentine. Après avoir travaillé dans une entreprise qui fabriquait de la bière, Émile Bieckert s'installa à son compte en 1859 n'ayant alors pour son entreprise qu'un seul ouvrier et deux tonneaux. L'affaire devint vite prospère et en 1908 elle occupait déjà un domaine de dix hectares dans la banlieue sud de Buenos Aires.
Devenu riche, don Emilio n'oublia jamais sa ville natale, devenue alors allemande ; au cimetière protestant de Barr, où il revint plusieurs fois, il fit ériger un imposant monument funéraire pour la tombe de ses parents. Il engagea dans son entreprise des compatriotes alsaciens.
En 1889 il se retira des affaires et vécut dans le Midi de la France. À sa mort, peu avant la guerre de 1914-18, il légua à l'hôpital de Barr la somme considérable de 20 000 Marks, soit 25 000 francs-or.
À Nice, il est à l'origine du lotissement du quartier de Carabacel, avec la construction du Palais Langham, mais aussi de l'ancien hôtel Hermitage, œuvre de l'architecte niçois Charles Dalmas. Une avenue niçoise porte le nom d'Émile Bieckert.
Une légende voudrait qu'il ait introduit en Argentine non seulement la bière mais aussi les percherons et même les moineaux, qui seraient donc en Argentine d'origine alsacienne et barroise.

## Sources
- Annuaire de la Société d'Histoire et d'Archéologie de Dambach-la-Ville, Barr et Obernai, 1968, où on relève une erreur : l'article donne sa mère comme morte peu après la naissance d'Émile, c'est-à-dire en 1837, or sur sa tombe on lit 1810-1848.